# Faustino Cuelli
Faustino Cuelli (Cantábria, 4 de janeiro de 1984) é um ex-ciclista espanhol, que competiu como profissional entre 1980 à 1986. Ele terminou em último lugar no Tour de France 1981.